# Tennie
Tennie je francouzská obec v departementu Sarthe v regionu Pays de la Loire. V roce 2010 zde žilo 1 051 obyvatel.